# ترس فرونتیراس
ترس فرونتیراس (به پرتغالی: Três Fronteiras) یک منطقه مسکونی در برزیل است که در ایالت سائو پائولو واقع شده‌است. ترس فرونتیراس ۵٬۷۱۹ نفر جمعیت دارد.